# 대의회 (사르데냐 왕국)

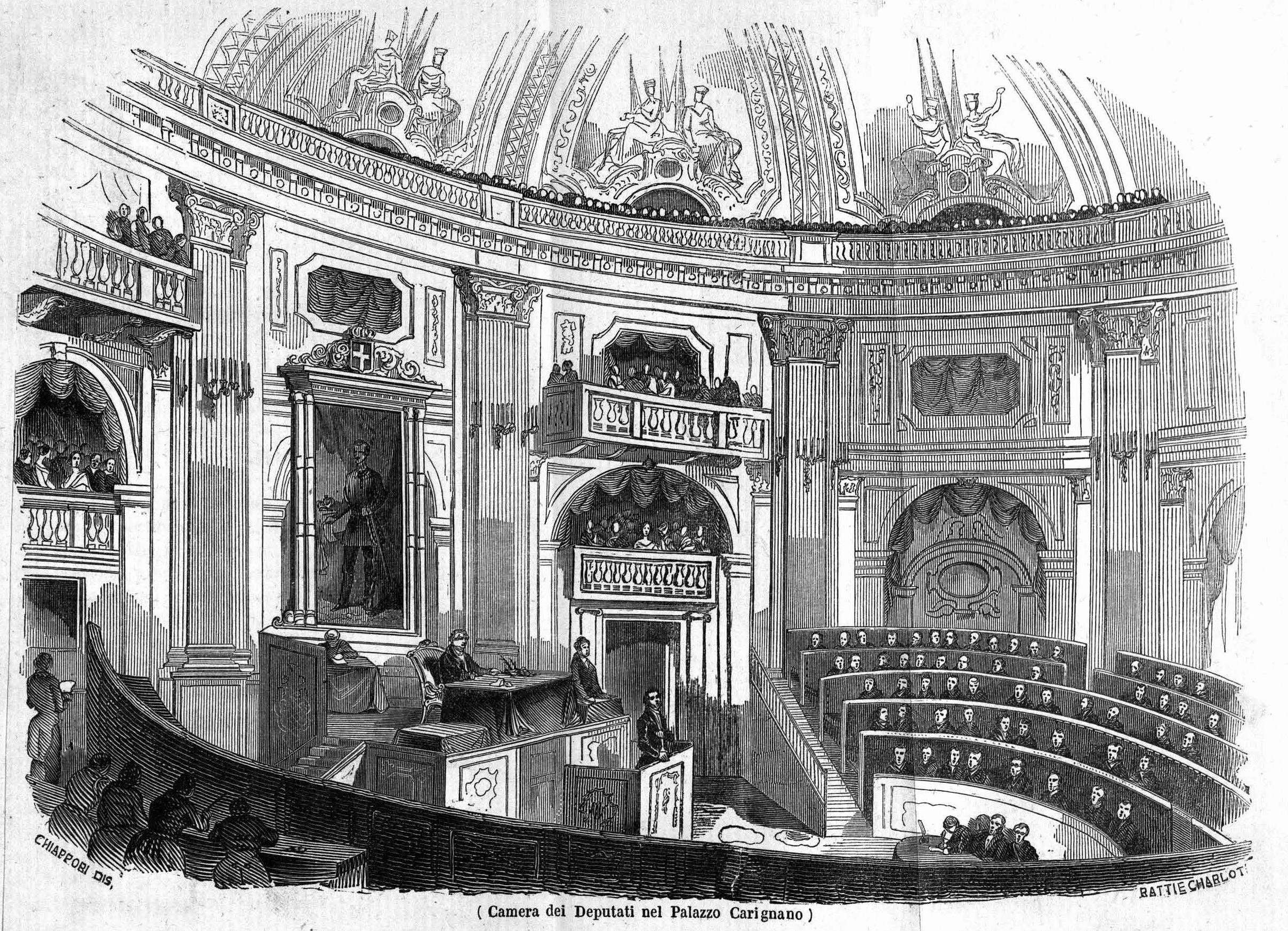
대의원 회의장, 카리냐노 궁전

대의회(이탈리아어: Camera dei deputati; 대리인들의 방, 대표자들의 의회, 대의원들의 의회)는 사르데냐 왕국의 하원이자 양원제 의회의 두 의회 중 하나였으며, 다른 하나는 알프스산아래 상원이었다. 1861년 이탈리아가 통일되자 이탈리아 왕국의 대리인들의 방이 되었다.

## 같이 보기
- 쥬세페 만노
- 알프스산아래 원로원
- 알프스산아래 의회
- 이탈리아 공화국 상원
- 대의회 (이탈리아 왕국)
- 속간